# 18e étape du Tour d'Espagne 2013
La 18e étape du Tour d'Espagne 2013 s'est déroulée le jeudi 12 septembre 2013, entre Burgos et Peña Cabarga sur une distance de 186,5 km.

## Résultats

### Classement de l'étape
| Classement de la 18e étape | Classement de la 18e étape | Classement de la 18e étape | Classement de la 18e étape | Classement de la 18e étape |
|                            | Coureur                    | Pays                       | Équipe                     | Temps                      |
| -------------------------- | -------------------------- | -------------------------- | -------------------------- | -------------------------- |
| 1er                        | Vasil Kiryienka            | Biélorussie                | Sky                        | en 4 h 46 min 48 s         |
| 2e                         | Chris Anker Sørensen       | Danemark                   | Saxo-Tinkoff               | + 28 s                     |
| 3e                         | Adam Hansen                | Australie                  | Lotto-Belisol              | + 1 min 18 s               |
| 4e                         | Martin Kohler              | Suisse                     | BMC Racing                 | + 1 min 34 s               |
| 5e                         | Egoi Martínez              | Espagne                    | Euskaltel Euskadi          | + 1 min 42 s               |
| 6e                         | Christopher Horner         | États-Unis                 | RadioShack-Leopard         | + 1 min 53 s               |
| 7e                         | Amets Txurruka             | Espagne                    | Caja Rural-Seguros RGA     | + 2 min 2 s                |
| 8e                         | Joaquim Rodríguez          | Espagne                    | Katusha                    | + 2 min 13 s               |
| 9e                         | Alejandro Valverde         | Espagne                    | Movistar                   | + 2 min 13 s               |
| 10e                        | Vincenzo Nibali            | Italie                     | Astana                     | + 2 min 18 s               |
| modifier                   |                            |                            |                            |                            |

### Points attribués
| Sprint intermédiaire d'Espinosa de los Monteros (km 90) | Sprint intermédiaire d'Espinosa de los Monteros (km 90) | Sprint intermédiaire d'Espinosa de los Monteros (km 90) | Sprint intermédiaire d'Espinosa de los Monteros (km 90) | Sprint intermédiaire d'Espinosa de los Monteros (km 90) |
| ------------------------------------------------------- | ------------------------------------------------------- | ------------------------------------------------------- | ------------------------------------------------------- | ------------------------------------------------------- |
|                                                         | Coureur                                                 | Pays                                                    | Équipe                                                  | Point(s)                                                |
| 1er                                                     | Chris Anker Sørensen                                    | Danemark                                                | Saxo-Tinkoff                                            | 4                                                       |
| 2e                                                      | Vasil Kiryienka                                         | Biélorussie                                             | Sky                                                     | 2                                                       |
| 3e                                                      | Egoi Martínez                                           | Espagne                                                 | Euskaltel Euskadi                                       | 1                                                       |
| modifier                                                |                                                         |                                                         |                                                         |                                                         |

| Sprint intermédiaire de Solares (km 175,8) | Sprint intermédiaire de Solares (km 175,8) | Sprint intermédiaire de Solares (km 175,8) | Sprint intermédiaire de Solares (km 175,8) | Sprint intermédiaire de Solares (km 175,8) |
| ------------------------------------------ | ------------------------------------------ | ------------------------------------------ | ------------------------------------------ | ------------------------------------------ |
|                                            | Coureur                                    | Pays                                       | Équipe                                     | Point(s)                                   |
| 1er                                        | Vasil Kiryienka                            | Biélorussie                                | Sky                                        | 4                                          |
| 2e                                         | Chris Anker Sørensen                       | Danemark                                   | Saxo-Tinkoff                               | 2                                          |
| 3e                                         | Reinardt Janse van Rensburg                | Afrique du Sud                             | Argos-Shimano                              | 1                                          |
| modifier                                   |                                            |                                            |                                            |                                            |

| \| Classement de l'étape \| Classement de l'étape \| Classement de l'étape \| Classement de l'étape \| Classement de l'étape \| \| --------------------- \| --------------------- \| --------------------- \| ---------------------- \| --------------------- \| \| \| Coureur \| Pays \| Équipe \| Point(s) \| \| 1er \| Vasil Kiryienka \| Biélorussie \| Sky \| 25 \| \| 2e \| Chris Anker Sørensen \| Danemark \| Saxo-Tinkoff \| 20 \| \| 3e \| Adam Hansen \| Australie \| Lotto-Belisol \| 16 \| \| 4e \| Martin Kohler \| Suisse \| BMC Racing \| 14 \| \| 5e \| Egoi Martínez \| Espagne \| Euskaltel Euskadi \| 12 \| \| 6e \| Christopher Horner \| États-Unis \| RadioShack-Leopard \| 10 \| \| 7e \| Amets Txurruka \| Espagne \| Caja Rural-Seguros RGA \| 9 \| \| 8e \| Joaquim Rodríguez \| Espagne \| Katusha \| 8 \| \| 9e \| Alejandro Valverde \| Espagne \| Movistar \| 7 \| \| 10e \| Vincenzo Nibali \| Italie \| Astana \| 6 \| \| 11e \| Nicolas Roche \| Irlande \| Saxo-Tinkoff \| 5 \| \| 12e \| Thibaut Pinot \| France \| FDJ.fr \| 4 \| \| 13e \| Michele Scarponi \| Italie \| Lampre-Merida \| 3 \| \| 14e \| Daniel Moreno \| Espagne \| Katusha \| 2 \| \| modifier \| \| \| \| \| |                      |             |                        |          |
| Classement de l'étape |                      |             |                        |          |
| | Coureur              | Pays        | Équipe                 | Point(s) |
| 1er | Vasil Kiryienka      | Biélorussie | Sky                    | 25       |
| 2e | Chris Anker Sørensen | Danemark    | Saxo-Tinkoff           | 20       |
| 3e | Adam Hansen          | Australie   | Lotto-Belisol          | 16       |
| 4e | Martin Kohler        | Suisse      | BMC Racing             | 14       |
| 5e | Egoi Martínez        | Espagne     | Euskaltel Euskadi      | 12       |
| 6e | Christopher Horner   | États-Unis  | RadioShack-Leopard     | 10       |
| 7e | Amets Txurruka       | Espagne     | Caja Rural-Seguros RGA | 9        |
| 8e | Joaquim Rodríguez    | Espagne     | Katusha                | 8        |
| 9e | Alejandro Valverde   | Espagne     | Movistar               | 7        |
| 10e | Vincenzo Nibali      | Italie      | Astana                 | 6        |
| 11e | Nicolas Roche        | Irlande     | Saxo-Tinkoff           | 5        |
| 12e | Thibaut Pinot        | France      | FDJ.fr                 | 4        |
| 13e | Michele Scarponi     | Italie      | Lampre-Merida          | 3        |
| 14e | Daniel Moreno        | Espagne     | Katusha                | 2        |
| modifier |                      |             |                        |          |

### Cols et côtes
| Alto de Bocos (km 78) 3e catégorie | Alto de Bocos (km 78) 3e catégorie | Alto de Bocos (km 78) 3e catégorie | Alto de Bocos (km 78) 3e catégorie | Alto de Bocos (km 78) 3e catégorie |
| ---------------------------------- | ---------------------------------- | ---------------------------------- | ---------------------------------- | ---------------------------------- |
|                                    | Coureur                            | Pays                               | Équipe                             | Point(s)                           |
| 1er                                | Amets Txurruka                     | Espagne                            | Caja Rural-Seguros RGA             | 3                                  |
| 2e                                 | Mikaël Cherel                      | France                             | AG2R La Mondiale                   | 2                                  |
| 3e                                 | Chris Anker Sørensen               | Danemark                           | Saxo-Tinkoff                       | 1                                  |
| modifier                           |                                    |                                    |                                    |                                    |

| Alto Estacas de Trueba (km 108) 3e catégorie | Alto Estacas de Trueba (km 108) 3e catégorie | Alto Estacas de Trueba (km 108) 3e catégorie | Alto Estacas de Trueba (km 108) 3e catégorie | Alto Estacas de Trueba (km 108) 3e catégorie |
| -------------------------------------------- | -------------------------------------------- | -------------------------------------------- | -------------------------------------------- | -------------------------------------------- |
|                                              | Coureur                                      | Pays                                         | Équipe                                       | Point(s)                                     |
| 1er                                          | Amets Txurruka                               | Espagne                                      | Caja Rural-Seguros RGA                       | 3                                            |
| 2e                                           | Mikaël Cherel                                | France                                       | AG2R La Mondiale                             | 2                                            |
| 3e                                           | Chris Anker Sørensen                         | Danemark                                     | Saxo-Tinkoff                                 | 1                                            |
| modifier                                     |                                              |                                              |                                              |                                              |

| Puerto de Braguía (km 128) 3e catégorie | Puerto de Braguía (km 128) 3e catégorie | Puerto de Braguía (km 128) 3e catégorie | Puerto de Braguía (km 128) 3e catégorie | Puerto de Braguía (km 128) 3e catégorie |
| --------------------------------------- | --------------------------------------- | --------------------------------------- | --------------------------------------- | --------------------------------------- |
|                                         | Coureur                                 | Pays                                    | Équipe                                  | Point(s)                                |
| 1er                                     | Amets Txurruka                          | Espagne                                 | Caja Rural-Seguros RGA                  | 3                                       |
| 2e                                      | Mikaël Cherel                           | France                                  | AG2R La Mondiale                        | 2                                       |
| 3e                                      | Adam Hansen                             | Australie                               | Lotto-Belisol                           | 1                                       |
| modifier                                |                                         |                                         |                                         |                                         |

| Alto del Caracol (km 147) 2e catégorie | Alto del Caracol (km 147) 2e catégorie | Alto del Caracol (km 147) 2e catégorie | Alto del Caracol (km 147) 2e catégorie | Alto del Caracol (km 147) 2e catégorie |
| -------------------------------------- | -------------------------------------- | -------------------------------------- | -------------------------------------- | -------------------------------------- |
|                                        | Coureur                                | Pays                                   | Équipe                                 | Point(s)                               |
| 1er                                    | Vasil Kiryienka                        | Biélorussie                            | Sky                                    | 5                                      |
| 2e                                     | Egoi Martínez                          | Espagne                                | Euskaltel Euskadi                      | 3                                      |
| 3e                                     | Chris Anker Sørensen                   | Danemark                               | Saxo-Tinkoff                           | 1                                      |
| modifier                               |                                        |                                        |                                        |                                        |

| \| Peña Cabarga (km 186) 1re catégorie \| Peña Cabarga (km 186) 1re catégorie \| Peña Cabarga (km 186) 1re catégorie \| Peña Cabarga (km 186) 1re catégorie \| Peña Cabarga (km 186) 1re catégorie \| \| ----------------------------------- \| ----------------------------------- \| ----------------------------------- \| ----------------------------------- \| ----------------------------------- \| \| \| Coureur \| Pays \| Équipe \| Point(s) \| \| 1er \| Vasil Kiryienka \| Biélorussie \| Sky \| 10 \| \| 2e \| Chris Anker Sørensen \| Danemark \| Saxo-Tinkoff \| 6 \| \| 3e \| Adam Hansen \| Australie \| Lotto-Belisol \| 4 \| \| 4e \| Martin Kohler \| Suisse \| BMC Racing \| 2 \| \| 5e \| Egoi Martínez \| Espagne \| Euskaltel Euskadi \| 1 \| \| modifier \| \| \| \| \| |                      |             |                   |          |
| Peña Cabarga (km 186) 1re catégorie |                      |             |                   |          |
| | Coureur              | Pays        | Équipe            | Point(s) |
| 1er | Vasil Kiryienka      | Biélorussie | Sky               | 10       |
| 2e | Chris Anker Sørensen | Danemark    | Saxo-Tinkoff      | 6        |
| 3e | Adam Hansen          | Australie   | Lotto-Belisol     | 4        |
| 4e | Martin Kohler        | Suisse      | BMC Racing        | 2        |
| 5e | Egoi Martínez        | Espagne     | Euskaltel Euskadi | 1        |
| modifier |                      |             |                   |          |

## Classements à l'issue de l'étape

### Classement général
| Classement général | Classement général | Classement général | Classement général | Classement général  |
|                    | Coureur            | Pays               | Équipe             | Temps               |
| ------------------ | ------------------ | ------------------ | ------------------ | ------------------- |
| 1er                | Vincenzo Nibali    | Italie             | Astana             | en 73 h 39 min 35 s |
| 2e                 | Christopher Horner | États-Unis         | RadioShack-Leopard | + 3 s               |
| 3e                 | Alejandro Valverde | Espagne            | Movistar           | + 1 min 9 s         |
| 4e                 | Joaquim Rodríguez  | Espagne            | Katusha            | + 2 min 24 s        |
| 5e                 | Nicolas Roche      | Irlande            | Saxo-Tinkoff       | + 3 min 43 s        |
| 6e                 | Domenico Pozzovivo | Italie             | AG2R La Mondiale   | + 5 min 44 s        |
| 7e                 | Thibaut Pinot      | France             | FDJ.fr             | + 6 min 14 s        |
| 8e                 | Leopold König      | Tchéquie           | NetApp-Endura      | + 6 min 35 s        |
| 9e                 | Samuel Sánchez     | Espagne            | Euskaltel Euskadi  | + 7 min 51 s        |
| 10e                | Tanel Kangert      | Estonie            | Astana             | + 11 min 10 s       |
| modifier           |                    |                    |                    |                     |

### Classement par points
| Classement par points | Classement par points | Classement par points | Classement par points | Classement par points |
| --------------------- | --------------------- | --------------------- | --------------------- | --------------------- |
|                       | Coureur               | Pays                  | Équipe                | Point(s)              |
| 1er                   | Alejandro Valverde    | Espagne               | Movistar              | 126 points            |
| 2e                    | Nicolas Roche         | Irlande               | Katusha               | 116 pts               |
| 3e                    | Daniel Moreno         | Espagne               | Saxo-Tinkoff          | 100 pts               |
| modifier              |                       |                       |                       |                       |

### Classement du meilleur grimpeur
| Classement du meilleur grimpeur | Classement du meilleur grimpeur | Classement du meilleur grimpeur | Classement du meilleur grimpeur | Classement du meilleur grimpeur |
| ------------------------------- | ------------------------------- | ------------------------------- | ------------------------------- | ------------------------------- |
|                                 | Coureur                         | Pays                            | Équipe                          | Point(s)                        |
| 1er                             | Nicolas Edet                    | France                          | Cofidis                         | 37 points                       |
| 2e                              | Daniele Ratto                   | Italie                          | Cannondale                      | 30 pts                          |
| 3e                              | Christopher Horner              | États-Unis                      | RadioShack-Leopard              | 22 pts                          |
| modifier                        |                                 |                                 |                                 |                                 |

### Classement du combiné
| Classement du combiné | Classement du combiné | Classement du combiné | Classement du combiné | Classement du combiné |
| --------------------- | --------------------- | --------------------- | --------------------- | --------------------- |
|                       | Coureur               | Pays                  | Équipe                | Point(s)              |
| 1er                   | Christopher Horner    | États-Unis            | RadioShack-Leopard    | 9 points              |
| 2e                    | Nicolas Roche         | Irlande               | Saxo-Tinkoff          | 13 pts                |
| 3e                    | Vincenzo Nibali       | Italie                | Astana                | 14 pts                |
| modifier              |                       |                       |                       |                       |

### Classement par équipes
| Classement par équipes | Classement par équipes | Classement par équipes | Classement par équipes |
|                        | Équipe                 | Pays                   | Temps                  |
| ---------------------- | ---------------------- | ---------------------- | ---------------------- |
| 1re                    | Euskaltel Euskadi      | Espagne                | en 220 h 27 min 11 s   |
| 2e                     | Movistar               | Espagne                | + 4 min 35 s           |
| 3e                     | Astana                 | Kazakhstan             | + 6 min 17 s           |
| modifier               |                        |                        |                        |

## Abandons
- Fabian Cancellara (RadioShack-Leopard) : non-partant
- Jussi Veikkanen (FDJ.fr) : abandon